# دايفيد ريان جاست
دايفيد ريان جاست (بالإنجليزية: David Ryan Just)‏ هو باحث واقتصادي أمريكي، ولد في 16 ديسمبر 1974.

## وصلات خارجية
- الموقع الرسمي